# بوب فريند (لاعب غولف)
بوب فريند (بالإنجليزية: Bob Friend)‏ هو لاعب غولف أمريكي، ولد في 5 ديسمبر 1963 في بيتسبرغ في الولايات المتحدة.

## وصلات خارجية
- بوب فريند على موقع رابطة لاعبي الغولف المحترفين (الإنجليزية)
- بوب فريند على موقع التصنيف العالمي الرسمي للغولف (الإنجليزية)